# Phytomyza platonoffi
Phytomyza platonoffi är en tvåvingeart som beskrevs av Spencer 1976. Phytomyza platonoffi ingår i släktet Phytomyza och familjen minerarflugor. Inga underarter finns listade i Catalogue of Life.